# Rotor (matemáticas)
Un rotor es un elemento en álgebra geométrica (o más generalmente, en álgebra de Clifford) que define la rotación de una hoja o multivector general sobre el origen de coordenadas. Normalmente están basados a partir de considerar un número par de reflexiones, que generan rotaciones (véase también el teorema de Cartan-Dieudonné).
El término surgió a partir de los trabajos de William Kingdon Clifford, con los que demostró que el álgebra de los cuaterniones es solo un caso especial de la teoría de la extensión de Hermann Grassmann (Ausdehnungslehre). Hestenes definió un rotor como cualquier elemento {\displaystyle R} de un álgebra geométrica que se puede escribir como producto de un número par de vectores unitarios y satisface que {\displaystyle {\tilde {R}}R=1}, donde {\displaystyle {\tilde {R}}} es el inverso de {\displaystyle R}, es decir, el producto de los mismos vectores, pero en orden inverso.

## Generación utilizando reflexiones

### Formulación general
Las reflexiones según un vector en álgebra geométrica pueden representarse como (menos) la intercalación de un multivector M entre un vector no nulo v perpendicular al hiperplano de reflexión y el inverso v−1 de ese vector:
{\displaystyle -vMv^{-1}}
y son de grado uniforme. Bajo una rotación generada por el rotor R, un multivector general M se transformará a doble cara como
{\displaystyle RMR^{-1}.}

### Formulación alternativa restringida
Para un espacio euclídeo, puede ser conveniente considerar una formulación alternativa, y algunos autores definen la operación de reflexión como (menos) la interconexión de un multivector unidad (es decir, normalizado):
{\displaystyle -vMv,\quad v^{2}=1,}
formando rotores que se normalizan automáticamente:
{\displaystyle R{\tilde {R}}={\tilde {R}}R=1.}
La acción del rotor derivado se expresa entonces como un producto emparedado con el reverso:
{\displaystyle RM{\tilde {R}}}
Para una reflexión para la que el vector asociado al cuadrado genera un escalar negativo, como puede ser el caso de un espacio pseudo-euclídeo, tal vector solo puede normalizarse teniendo en consideración el signo de su cuadrado, siendo necesario llevar un seguimiento adicional del signo de la aplicación del rotor. La formulación en términos del producto emparedado con el inverso como se ha visto anteriormente, no presenta este problema.

### Rotaciones de multivectores y espinores
Sin embargo, aunque los rotores multivectores también se transforman a doble cara, los rotores pueden combinarse y formar un grupo, y así los rotores múltiples se componen de una sola cara. La formulación alternativa anterior no es autonormalizante y motiva la definición del espinor en el álgebra geométrica como un objeto que se transforma de manera unilateral, es decir, los espinores pueden considerarse como rotores no normalizados en los que se utiliza el reverso en lugar del inverso en el producto emparedado.

## Representación homogénea de álgebras
En las álgebras de representación homogénea, como el álgebra geométrica coformal, un rotor en el espacio de representación corresponde a un movimiento de rotación sobre un punto arbitrario, una traslación o posiblemente otra transformación en el espacio base.